# Идолы у славян
Идолы, кумиры, статуи и другие изображения славянских языческих богов известны из различных источников. Устанавливались в славянских языческих святилищах и служили предметом культа.
Идолы, в основном из дерева, описаны применительно к культовым центрам балтийских славян западноевропейскими хронистами XI—XII веков. Список кумиров, установленных князем Владимиром Святославичем в Киеве в 980 году, приводится в «Повести временных лет» начала XII века.
Данные археологии носят ограниченный характер, поскольку большая часть дохристианских святилищ славян была разрушена в процессе христианизации, деревянные идолы погибли; находки идолов (включая ряд важных находок в Поднестровье, в том числе Збручского идола), в первую очередь монументальных каменных скульптур, чаще всего случайны, их датировка и принадлежность конкретному этносу (например, в Центральной Европе они могут принадлежать кельтам или славянам) являются спорными.
Языческие храмы восточных славян не известны ни по письменным источникам, ни по археологическим материалам. В отличие от западных славян, у восточных не сложились храмовые архитектура и скульптура. Отсутствие на Руси развитой языческой пластики и архитектуры объясняется незавершённостью государственных форм языческого культа. Так, князь Владимир Святославич вынужден был отказаться от своего синкретического пантеона через несколько лет после того, как утвердил его в Киеве.

## Письменные источники
Имеется сравнительно много сведений западноевропейских хроник о культе славянских богов, их пространственном распределении, включая описания идолов.
Саксон Грамматик в Gesta Danorum подробно описал идола Свентовита, упомянув бороду и короткую стрижку волос по подобию прически местных жителей. Четырёхглавость деревянного идола Свентовита (с металлическим рогом в руке и оружием рядом), сближает его с другими поликефалическими божествами балтийских славян, с чем также соотносятся четыре колонны главного капища этого персонажа. В святилище божетва собирались дары «из всех славянских земель», там же приносились в жертву христиане. Сварожич имел, в частности, воинскую функцию, в его святилище находились знамена пеших воинов, а идолы богов описаны одетыми в шлемы и панцыри. Согласно Адаму Бременскому, идол Сварожич был золотого цвета и имел пурпурного цвета ложе. Идол Триглава описан в источниках трехголовым; он располагался на главном из трёх холмов Щецина и был выполнен с использованием золота и серебра. Согласно Эббону, уста и глаза идола Триглава покрывала золотая повязка, что, вероятно, связано с темами гадания, предсказания, предвидения. Поревит, Поренут и Руевит входили в триаду богов, которые почитались в Кореннице. Руевит, один из богов войны, отождествляемый с Марсом. Саксон Грамматик писал об изображении этого бога с семью мечами у пояса и восьмым, вынутым из ножен, который божество держало в правой руке. Руевит почитался в трёх разных храмах города, главным из которых был храм Руевита. Стены этого святилища заменял пурпуровый занавес, Руевит имел дубового семиликого идола. Поревит изображался в виде пятиглавого идола без оружия. Согласно Саксону Грамматику, Поренут был третьем божеством этой триады, его идол обладал четырьмя лицами на голове и пятым на груди, левой рукой идол касался лба, правой — бороды. «Славянская хроника» Гельмольда упоминает храм и идол божества с именем Подага, которые имелись в Плуне. Не вполне достоверные данные Книтлингасаги упоминают бога по имени Черноглав, божество победы, имевшее идола с серебряными усами. Неплах из Опатовиц в своей «Хронике» середины XIV века упоминал идола Zelu; это имя, предположительно, имеет связь с зеленью, культом растительности.
Согласно «Повести временных лет», в 980 году князем Владимиром Святославичем была предпринята попытка организации общегосударственного языческого пантеона. На киевском холме за пределами княжеского теремного двора были установлены идолы Перуна, Хорса, Дажьбога, Стрибога, Семаргла и Мокоши:

И стал Владимир княжить в Киеве один и поставил кумиры на холме за теремным двором: деревянного Перуна с серебряной головой и золотыми усами, и Хорса и Даждьбога, и Стрибога, и Симаргла и Мокошь. И приносили им жертвы, называя их богами, и приводили своих сыновей, и приносили жертвы бесам, и оскверняли землю жертвоприношениями своими.
Оригинальный текст (церк.-сл.)И нача княжити Володимиръ въ Киевѣ одинъ и постави кумиры на холъму внѣ двора теремнаго: Перуна деревяна, а голова его серебряна, а усъ золот, и Хоръса, и Дажьбога, и Стрибога и Сѣмарьгла, и Мокошь. И жряхут имъ, наричуще богы, и привожаху сыны своя, и жряху бѣсомъ, и осквѣрняху землю требами своими.

Главные божества пантеона — громовержец Перун и «скотий бог» Велес (Волос; не упомянутый в составе Владимирова пантеона), которые противостояли друг другу в топографическом смысле — идол Перуна стоял на холме, идол Велеса мог находиться ниже, на Подоле, что могло отражать противопоставление в плане их социальных функций — Перун был богом княжеской дружины, Велес — божеством остальной Руси. Мокошь связывается с характерными для женщин занятиями, в особенности с прядением. Остальные божества пантеона Владимира отражены в источниках хуже. Они все, предположительно, имели наиболее общие природные функции: Стрибога связывают с ветрами, Дажьбога и Хорса — с солнцем, Сварога — с огнём. Различно понимание Семаргла: одни учёные рассматривают его как персонажа, заимствованного из иранской мифологии (близкого к Симургу); другие считают, что он объединяет все семь божеств пантеона.
Предполагается, что при Игоре Рюриковиче в середине X века идол Перуна располагался непосредственно во дворе княжеского терема.
Согласно «Повести временных лет», славяне называли словом боги (помимо самих мифологических персонажей) также изображения богов, кумиры: «…наричюще я б[ог]ы».

## Археологические свидетельства

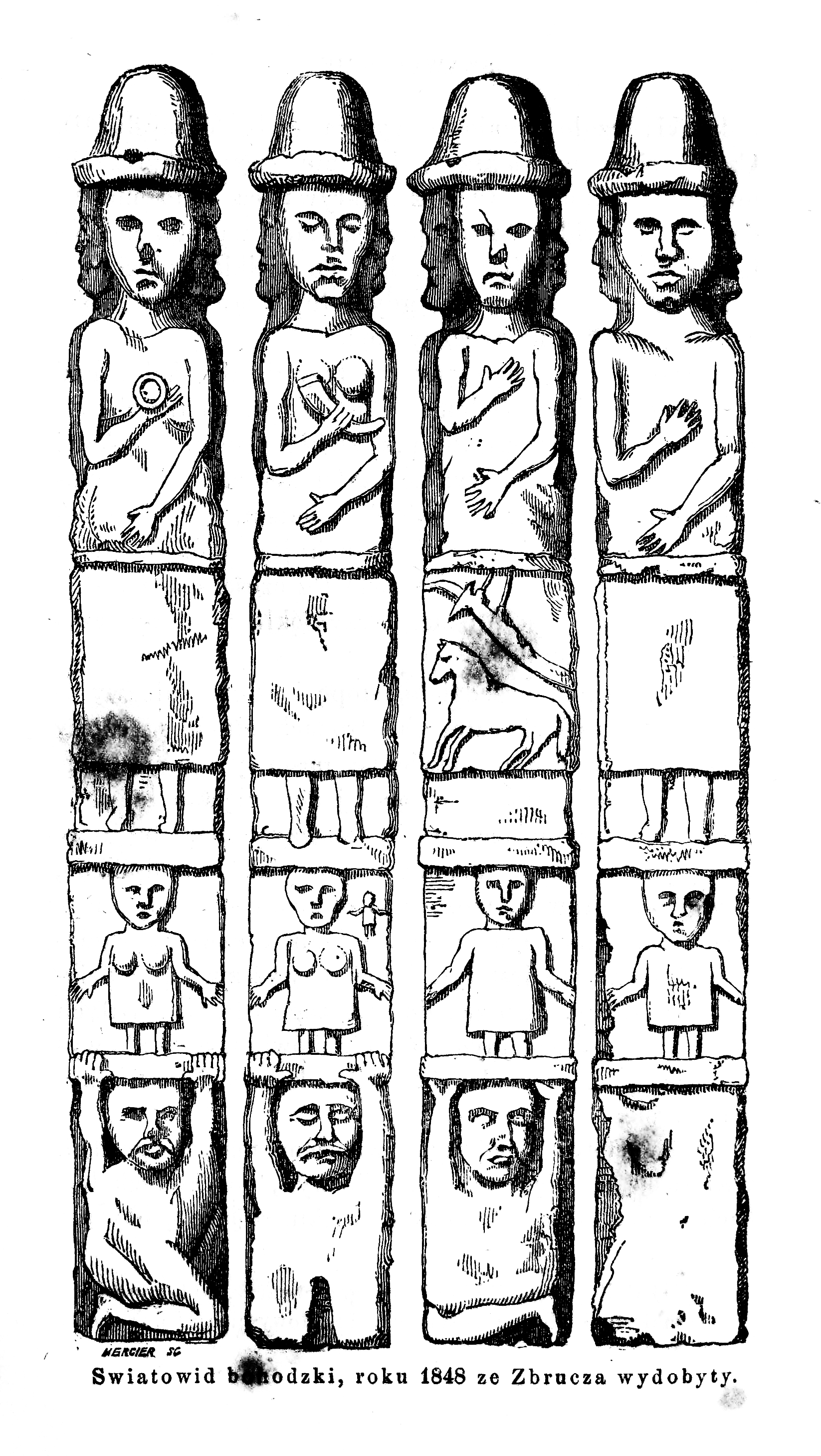
Збручский идол, рисунок из книги Иоахима Лелевеля «Народы на славянских землях перед образованием Польши», 1853

Число изображений, иногда связываемых со славянскими богами постепенно растёт. К их числу принадлежат Збручский идол, языческие фигуры из села Ставчаны в Поднестровье, скульптуры в виде колонн под Голцгерлингеном, изваяния из Регница под Бамбергом и др.
Наиболее известный предположительно славянский каменный идол был найден в реке Збруч (левый приток Днестра) в 1848 году. Збручский идол датируется X—XIII веками. Предполагается, что он стоял на ближайшем городище-«святилище» Бохит (Тернопольская область Украины). Часть находок на его мысу рассматривается в качестве остатков человеческих (детских) жертвоприношений. Однако с большей вероятностью, это следы разгрома поселения врагами. Идол выполнен в виде четырехгранного столба из серого известняка, имеющего в высоту 2,67 м, и венчаемого изображением четырехликого четырехтелого «божества», имеющего одну шапку, которая придаёт скульптуре в целом фаллическую форму. Одна сторона содержит изображение женского персонажа, у которого подчёркнута грудь; персонаж держит в руке кольцо или браслет). На другой стороне в руке у персонажа питьевой рог. На третьей представлен мужской персонаж, у пояса которого изображена сабля пояса (оружие, не характерное для древних славян), также изображён конь. На четвертой можно видеть человекоподобного персонажа без специальных атрибутов. На среднем фризе скульптуры представлен хоровод: две женские и две мужские фигуры, держащиеся за руки. На нижнем фризе даны изображения трёх фигур, которые поддерживают руками верхние ярусы. Одна сторона нижнего фриза лишена изображений. Предполагается, что к ней примыкал жертвенник. Малая скульптура всех славянских регионов даёт аналоги Збручскому идолу: из Волина (Поморье, Польша) известен четырехгранный деревянный стержень, имеющий изображения четырёх ликов и датируемый концом IX веком; из Преславе (Болгария) — роговое острие, венчаемое четырьмя головками и др.
Одним из признаков высших божеств языческого пантеона является многоглавость, благодаря чему Збручский идол и аналогичные ему скульптура могут быть сопоставлены с таким персонажем, как балтийско-славянский четырехглавый Святовит. Фаллические формы являются характерными для идолов, бывших воплощениями связи земли и неба. Четыре лика предположительно соотносимы со сторонами света, три фриза Збручского идола соответствуют членению мифологической вселенной на небо, землю и преисподнюю, что связано с мировым деревом. Считается, что изображения на Збручском идоле отражают славянский пантеон. Четыре персонажа на верхнем фризе мужские и женские, что условно может быть сопоставлено с Перуном и Мокошью, которые окаймляют перечень божеств установленного Владимиром пантеона; также отмечается особая связь Мокоши с влагой, что сопоставляется и питьевым рогом в руке женского персонажа. На одной из сторон изображён конник с саблей, что может связываться с предположительно степным, иранским происхождением Хорса и Семаргла Владимирова пантеона. Фигуры в хороводе на среднем фризе соотносятся с земным миром; ниже представлены предположительно хтонические существа нижнего мира. По мнению В. В. Иванова и В. Н. Топорова, Збручский идол может отражать целостную четверичную числовую структуру в славянской мифологии.
В нынешнем Звенигороде Тернопольской области культовым объектом мог быть опрокинутый камень, возможно, антропоморфная стела, что, предположительно, связано с ниспровержением идолов, применительно к Киеву описанным в летописи.
Другой категорией скульптур, рассматриваемых как изображения богов являются трехголовые фигуры, включая каменную скульптуру из Вакан (Хорватия) с неясной датировкой, у неё сохранилось два лика, третий сколот; похожую фигуру из Глейберга (Дания) также с неясной датировкой; круглый деревянный стержень, на котором имеются три бородатых лика, увенчанный фаллической шапкой из Свендборга (Дания; такие датские артефакты считаются принадлежащими балтийским славянам), относимый к X веку, и ряд др. находок, представляющих собой мелкую пластику с мотивом треглавого персонажа (Балтийский регион, Поморье) связываются с культом Триглава.

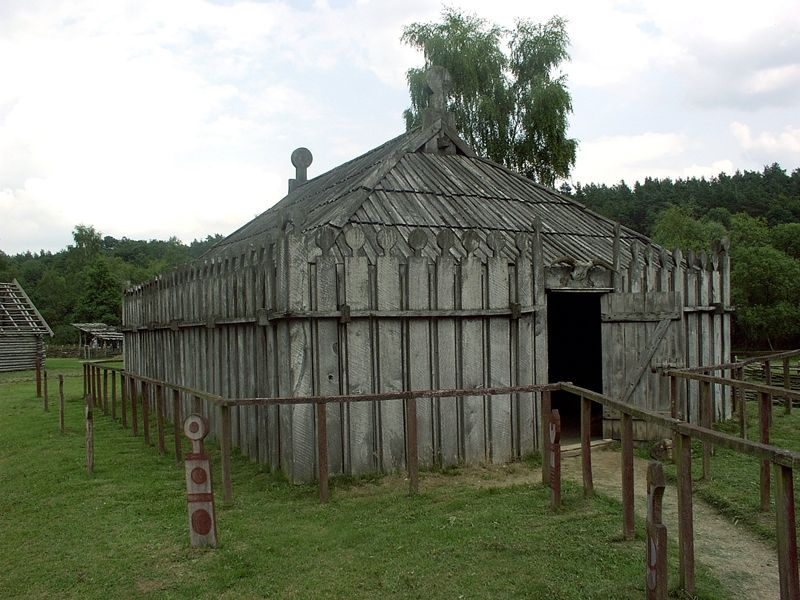
Антропоморфные конструкции святилища IX века в Грос Радене, реконструкция

Монументальные дубовые скульптуры из поселения XI—XII века Фишеринзель (озеро Толленсе в Нейбранденбурге, Германия) могут в некоторой части соотноситься с западнославянским (лужицким) пантеоном, включая двуглавую фигуру высотой 1,78 м с глазами (предположительно) на груди, который связывается с близнечными персонажами славянского фольклора, понятиями о сдвоенности и др.; женскую скульптуру высотой 1,57 м, не имеющую характерных символических атрибутов. Раскопки открыли святилище IX века в Грос Радене (Мекленбург, Германия), при постройке которого были использованы антропоморфные конструкции, в том числе как две главные опоры кровли. Однако их культовая функция не ясна.
Назначение малых антропоморфных фигур также не ясно. Кроме многоглавых скульптурок, в Новгороде найдены деревянные жезлы, имеющие навершия в форме мужской головы, датируемые X—XIV веками. Иногда без явных оснований они рассматриваются как изображения домовых или включаются в более широкую серию жезлов, соотносимых с русальными обрядами. Бронзовые скульптурки, изображающие подбоченившегося усатого персонажа в конической шапке высотой 5,5 см из Шведта (Бранденбург, Германия), датируемого X—XI веками, и сидячего человечка, который держит себя за бород, из кургана Чёрная могила высотой 4,5 см X века, причисляются к так называемым карманным божкам.
Каменная вымостка, которая была обнаружена в результате ещё не совсем научных раскопок В. В. Хвойки в 1908 году и рассматривалась как капище Перуна или гипотетического божества Рода, а также шесть или пять выступов, предположительно предназначенные для идолов пантеона Владимира, найденные в 1975 году на Владимирской улице в подвале современного дома, лишены точной датировки и археологической документации, что делает невозможной их научную интерпретацию. Перынь под Новгородом стала рассматриваться как место капища Перуна только поздними летописными и другими преданиями. Археолог В. В. Седов обнаружил Перыни круглые ровики, имеющие следы огня и рассматривал эти находки как остатки святилища. Однако эта интерпретация подвергается сомнению, и находки могут быть остатками снивелированных сопок, погребальных насыпей.

## Христианский период
В христианский период языческих богов именовали богами только условно, апеллируя к заблуждениям язычников. Теперь они стали считаться ложными «богами» или всего лишь истуканами, идолами, вещественными предметами, лишенными сакральности и не имеющими значения в жизни человека; согласно другому подходу, реализованному в том числе, у христиан-неофитов, которые не преодолели до конца языческие понятия, языческие боги не нейтральны, а понимаются как злокозненные и вредоносные силы, враждебные человеку, бесы, демоны и т. п.
В ходе христианизации государством и церковью в первую очередь уничтожились идолы и святилища. На Руси, в Киеве, в Новгороде, и в землях балтийских славян христианизация начиналась с уничтожения идолов. Эти разрушения получали форму поругания «ложных», бесовских святынь.
Согласно «Повести временных лет», в 988 году были свергнуты, изрублены и сожжены кумиры Владимирова пантеона в Киеве. Идола Перуна волокли, привязав к конскому к хвосту с холма, пока двенадцать мужей побивали его «жезлами». Кумир был сброшен в Днепр, после чего его провожали до порогов, то есть за пределы Русской земли. В Новгороде идол Перуна срубили и сбросили в Волхов. Ритуал «изгнания» идола Перуна, согласно тексту летописи, был сопровождаем плачем язычников. На основе летописного текста в историографии возникло представление, что этот ритуал поругания идола соответствует фольклорным календарным действиями наподобие ритуального уничтожения, символических похорон календарных чучел типа Масленицы, Купалы, Костромы и др., а также обычаю «пускать по воде» эти чучела.
Текст летописи об «изгнании» Перуна основывается на этикетном образце — рассказе об изгнании из Рима злодея Феврария, воплощения зимы, Февраля, в византийской Хронике Георгия Амартола, которая была одним из источников русских летописей. В то же время условия, в которых были найдены редкие языческие статуи на территории Руси, могут свидетельствовать об историчности обряда низвержении идолов, что относится к Збручскому идолу и каменной статуе, найденной при расчистке реки Шексны в районе древнерусского Белоозера.
Особая враждебность христиан по отношению к Перуну может объясняться, в частности, вызванной его высоким мифологическим статусом опасностью отождествления этого персонажа с христианским Богом. Волос характеризовался как «многокозненный», «многострастный» идол, который подлежал разорению.
«Славянская хроника» Гельмольда сообщает, что по указанию датского короля был свергнут идол Свентовита. Ему набросили на шею веревку, протащили через войско на глазах славян, разломали на части и предали огню.
Древнерусские поучения против язычников и последующая полемическая литература называла народные обряды идолопоклонством (как и другие прегрешения), что оказало влияние на позднесредневековые, включая «Слово об идолах» в составе Густынской летописи XVII века, и первые научные представления о «богах», таких как Купала, Коляда, Лада, Лель, Ярила, и их идолах (эти представления позже разделял Б. А. Рыбаков) в рамках позднейших топонимических и иных преданий, например, о постройке церкви на месте идола. В качестве идолопоклонства воспринималось также поклонение природным объектам в культовых локациях, включая почитание камней и других фетишей.
В письме митрополита Макария Ивану Грозному (1534) сообщается, что «скверные мольбища идольские сохранялись и до царства великого князя Василия Ивановича», а также, что в качестве мольбищ используются «лес и камни и реки и болота, источники и горы и холмы, солнце и месяц и звезды и озера».
В. Н. Топоров сравнивал с ранними изображениями богов позднюю традицию создания из веток, соломы, тряпок и других материалов изображения ритуальных персонажей, которые приурочены к языческим по происхождению праздникам.

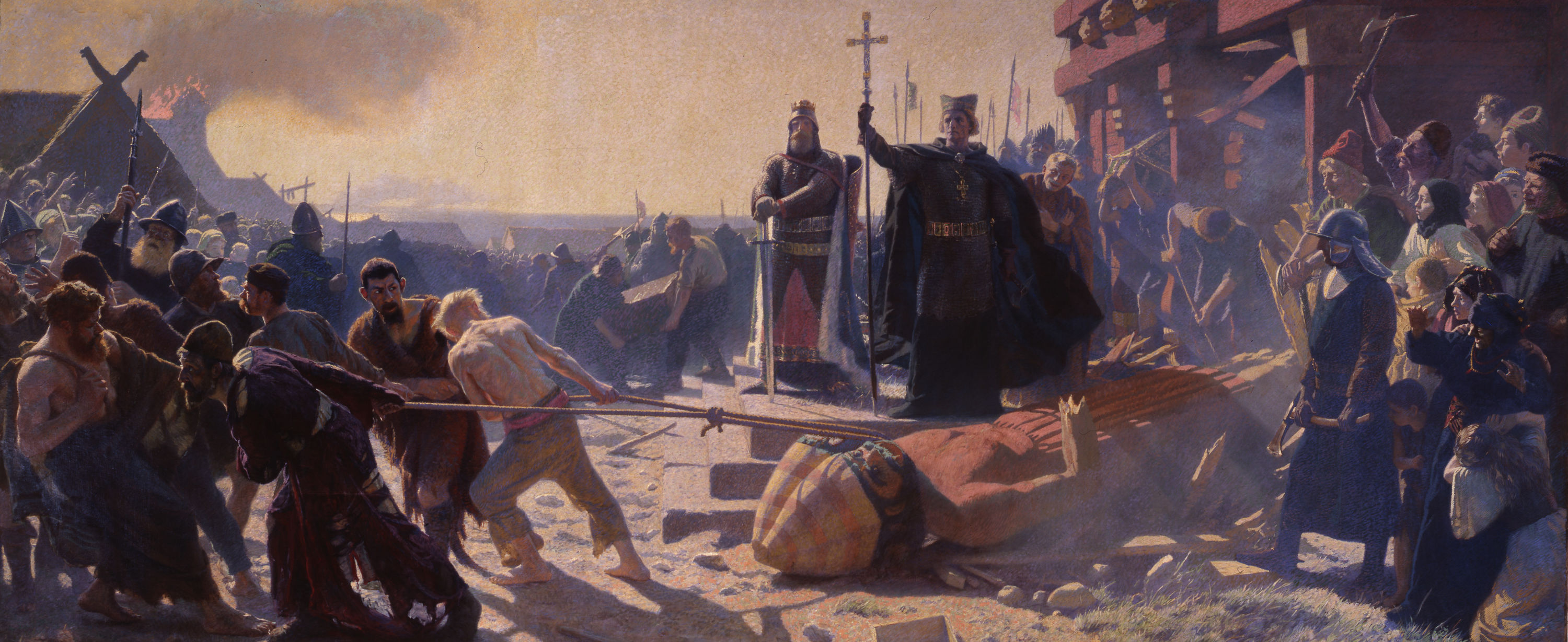
Взятие Арконы в 1169 году. Король Вальдемар и епископ Абсалон свергают идола бога Святовита. Лауриц Туксен, конец XIX века